# بام (استان آمور)
بام (به لاتین: Bam) یک منطقهٔ مسکونی در روسیه است که در استان آمور واقع شده‌است.